# سیارک ۱۹۹۱۳
سیارک ۱۹۹۱۳ (به انگلیسی: 19913 Aigyptios، نامگذاری:1973SU1) نوزده هزار و نهصد و سیزدهمین سیارک کشف شده‌است که در ۱۹ سپتامبر ۱۹۷۳ کشف شد.
قدر مطلق سیارک برابر ۱۱٫۸۰ است.